# NGC 6436
NGC 6436 is een spiraalvormig sterrenstelsel in het sterrenbeeld Draak. Het hemelobject werd op 25 september 1884 ontdekt door de Amerikaanse astronoom Lewis A. Swift.

## Synoniemen
- UGC 10951
- MCG 10-25-82
- ZWG 300.60
- PGC 60695